# Дэбао
Дэба́о (кит. упр. 德保, пиньинь Débǎo) — уезд городского округа Байсэ Гуанси-Чжуанского автономного района (КНР). Название уезда образовано из вторых иероглифов ранее существовавших здесь уездов Цзиндэ и Тяньбао.

## История
Во времена империи Цин в 1739 году был создан уезд Тяньбао (天保县). В 1924 году на стыке уездов Цзинси, Тяньбао, Эньян и Байсэ был создан уезд Цзиндэ (敬德县).
После вхождения этих мест в состав КНР в конце 1949 года был образован Специальный район Лунчжоу (龙州专区), и уезды Цзиндэ и Тяньбао вошли в его состав. В июле 1951 года оба уезда был переведён в состав Специального района Байсэ (百色专区), а в августе — объединены в уезд Дэбао. В декабре 1952 года в провинции Гуанси был создан Гуйси-Чжуанский автономный район (桂西壮族自治区), и Специальный район Байсэ вошёл в его состав. В 1956 году Гуйси-Чжуанский автономный район был переименован в Гуйси-Чжуанский автономный округ (桂西僮族自治州). В 1958 году автономный округ был упразднён, а вся провинция Гуанси была преобразована в Гуанси-Чжуанский автономный район.
В 1971 году Специальный район Байсэ был переименован в Округ Байсэ (百色地区).
Постановлением Госсовета КНР от 2 июня 2002 года округ Байсэ был преобразован в городской округ.

## Административное деление
Уезд делится на 5 посёлков и 7 волостей.